# Herrera (Santo Domingo Oeste)
Herrera es un sector ubicado en la zona oriental del municipio de Santo Domingo Oeste, en la provincia de Santo Domingo, República Dominicana. Es una de las zonas más representativas y densamente pobladas del Gran Santo Domingo, con una fuerte identidad urbana, debido a su desarrollo industrial, comercial y cultural. Herrera está atravesado por la avenida Luperón, una de las principales avías de la capital y conecta al sector con otras zonas estratégicas de Santo Domingo.
Con una población estimada en más de 150,000 habitantes, Herrera es  una de las áreas más activas dentro del municipio. Su extensión territorial es de aproximadamente 8.5 kilómetros cuadrados, por lo que tiene una alta densidad poblacional. El sector es conocido por su dinamismo comercial, su historia política y su importancia en los procesos sociales que dieron forma al municipio Santo Domingo Oeste tras la división del Distrito Nacional en 2001.
Además de su carácter residencial, Herrera presenta una variedad de actividades económicas, educativas y culturales. En él se encuentran múltiples comunidades populares, zonas industriales, centros educativos, instituciones religiosas y una activa vida comunitaria. Es también un punto de referencia para diversas rutas de transporte público que comunican con otros sectores de la ciudad. En 2024 se inició la construcción del Teleférico Herrera-Haina.

## Historia
La historia de Herrera se remonta al siglo XX, cuando comenzó a poblarse gradualmente como una comunidad periférica del antiguo Distrito Nacional. En sus inicios, fue una zona semirrural con terrenos utilizados para actividades agrícolas y ganaderas, hasta que, con el paso del tiempo, empezó a recibir familias provenientes del interior del país, atraídas por su cercanía con el centro de Santo Domingo.
Durante los años 60 y 70, El sector Herrera vivió un importante aumento en su población, motivado principalmente por el desplazamiento de personas desde otras regiones del país, especialmente en los períodos posteriores a la dictadura de Rafael Leónidas Trujillo. Se fortaleció como un sector popular, con viviendas autoconstruidas y estructuras comunitarias emergentes, en un proceso que no siempre contó con planificación estatal. En este período también surgieron los primeros movimientos comunitarios organizados.
La creación de la provincia Santo Domingo en 2001 y la separación del Distrito Nacional marcaron a Herrera como parte del nuevo municipio de Santo Domingo Oeste. Esta transformación administrativa permitió que se canalizaran recursos y programas de desarrollo con mayor enfoque local, aunque persistieron retos vinculados a la infraestructura, el transporte y el acceso a servicios básicos en diversas zonas del sector.

## Economía
Herrera es una zona de alta actividad económica, destaca por su tradicional concentración de industrias, talleres, comercios y microempresas. Alberga parte del Parque Industrial de Herrera, que por décadas fue uno de los polos manufactureros más importantes del país, especialmente en sectores como el plástico, metalmecánica, textiles y alimentos procesados.
El comercio minorista también es vital en la economía del sector. En avenidas como la Isabel Aguiar (conocida como PINTURA en su esquina con la Prolongacion 27 de Febrero) y la Luperón, se encuentran numerosas ferreterías, colmados, tiendas de repuestos, farmacias, supermercados y pequeños centros comerciales. Muchos residentes también desarrollan actividades informales como el motoconcho, ventas ambulantes o negocios familiares.

## Principales sectores
Entre los sectores que conforman la demarcación de Herrera se encuentran Las Caobas, El Café, Enriquillo, Holguín, Buenos Aires de Herrera, Las Palmas, La Altagracia, Duarte, El Abanico, Las Mercedes, entre otros. Cada uno presenta características propias, tanto en su dinámica social como en su grado de urbanización y acceso a servicios públicos.
Uno de los lugares más conocidos es el Parque Las Caobas, un importante espacio verde y de recreación para la zona. También se encuentra en la cercanía el Hospital Marcelino Vélez Santana, que da servicio a toda la zona oeste del Gran Santo Domingo. Asimismo, existen iglesias de gran tradición, como la parroquia San Pedro Nolasco y centros educativos importantes como el Liceo Unión Panamericana.
La avenida Luperón constituye la principal vía de comunicación del sector, actuando como frontera natural con el Distrito Nacional y conectando con importantes avenidas como la 27 de Febrero, John F. Kennedy y la autopista Duarte. Junto a la avenida Isabel Aguiar, que atraviesa el corazón de Herrera y facilita el acceso a diversas zonas residenciales y comerciales, ambas vías desempeñan un papel central en la movilidad y el crecimiento urbano del sector, siendo fundamentales para el tránsito y la actividad económica de la zona.